# 奧韋拉

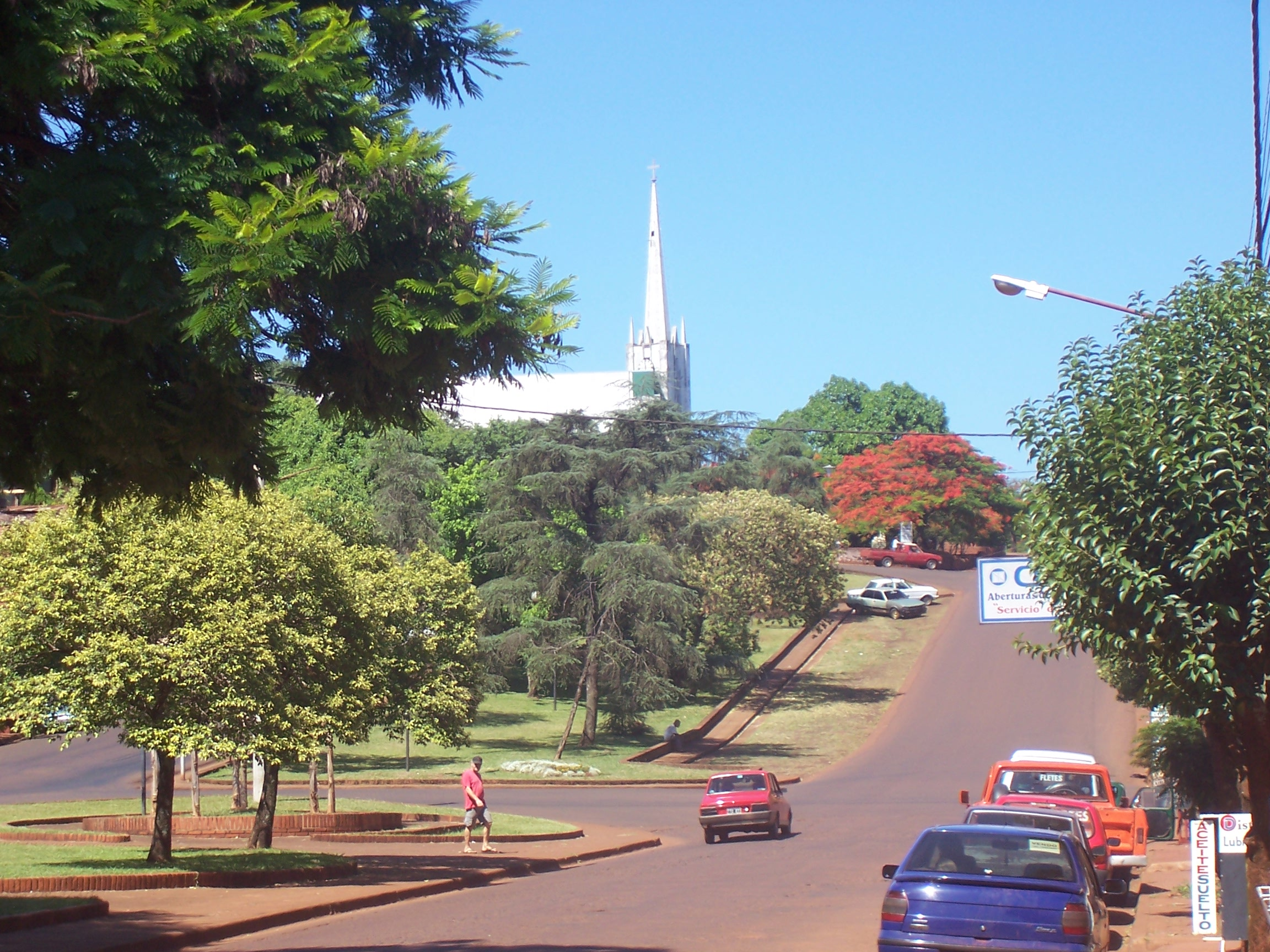

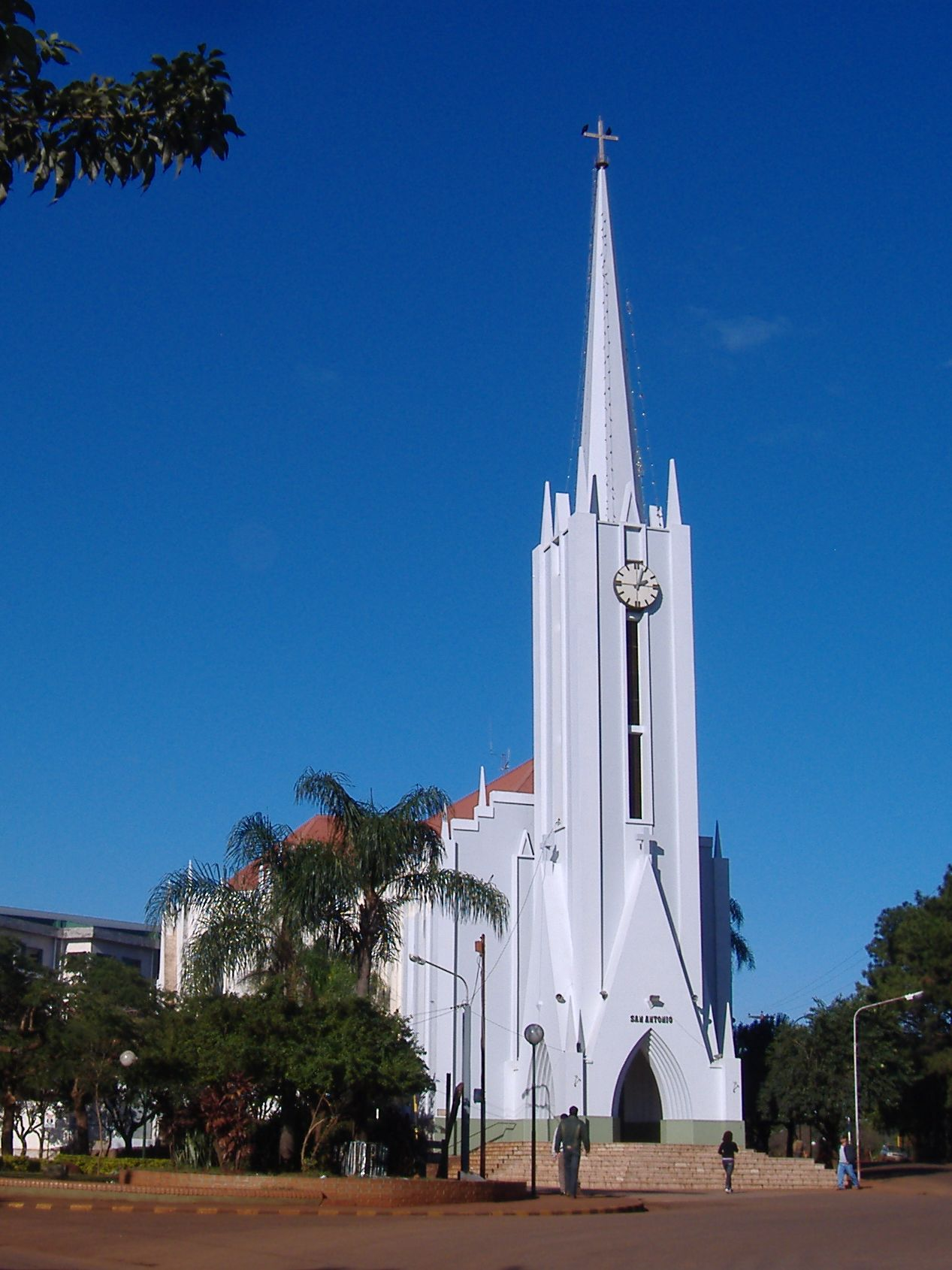

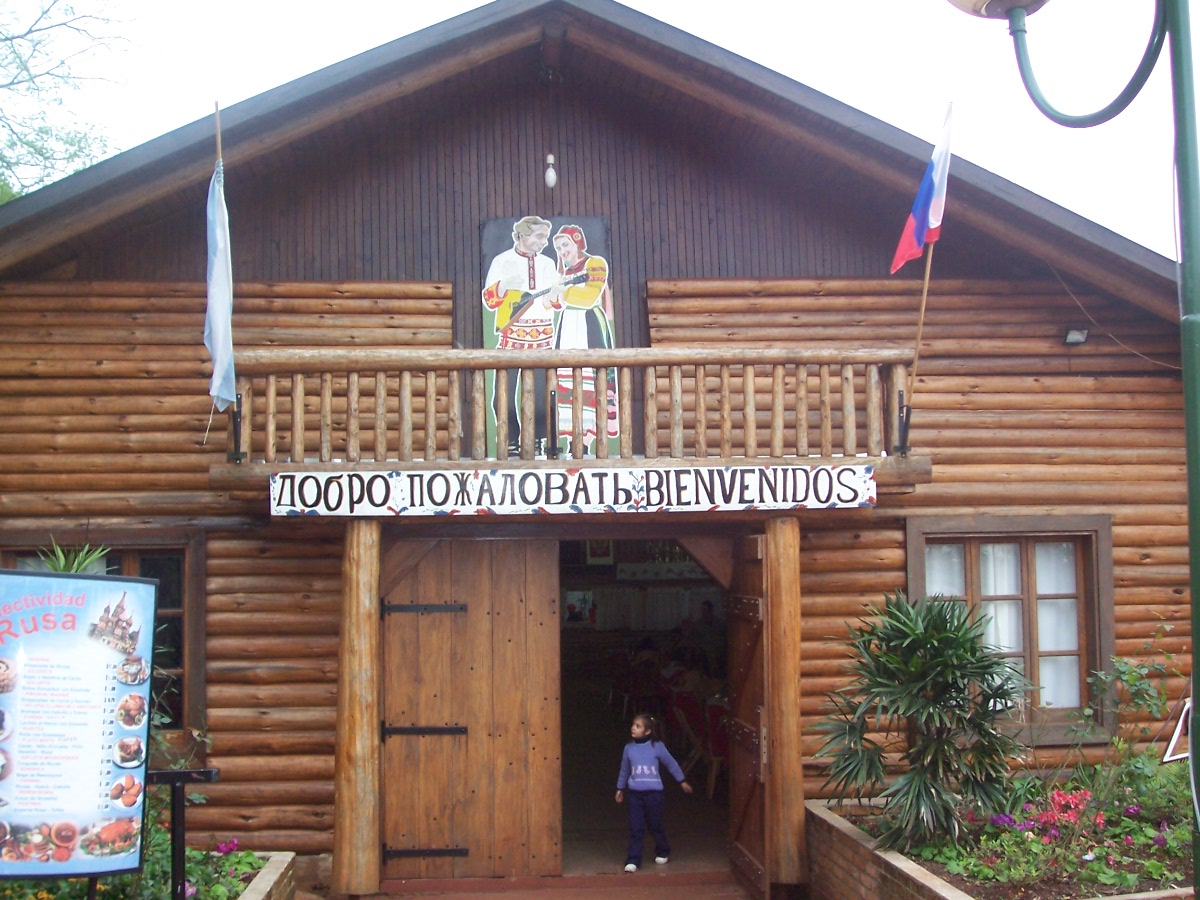

奧韋拉（西班牙語：Oberá）是阿根廷的城鎮，位於該國東北部，由米西奧內斯省負責管轄，距離首府波薩達斯96公里，面積155平方公里，海拔高度298米，2012年人口61,672。

## 外部連結
- Official website （页面存档备份，存于）
- Oberá Online （页面存档备份，存于）
- Press article about Oberá City and documentary (in Spanish only)
- Fiesta del Inmigrante （页面存档备份，存于） (Immigrant's Festival official website)